# Rockstar North
Rockstar North (dawniej DMA Design) – producent gier komputerowych. Rockstar North wyprodukował część gier z serii Grand Theft Auto i serię gier Lemmings.

## Historia

### Początki
Przedsiębiorstwo zostało założone jako DMA Design w 1987 roku. DMA już na samym początku stworzyła bardzo ciepło przyjęte przez graczy i krytyków gry Menace i Blood Money – kosmiczne shootery, które miały wysokiej jakości (jak na tamte czasy) grafikę i wciąż rosnący poziom trudności. Tak jak wszystkie początkowe gry tej firmy, Menace i Blood Money również zadebiutowały najpierw na komputerach Amiga, przekonwertowane później na platformę DOS.

### Początki lat 90. – Lemmings, Body Harvest i Grand Theft Auto
Pierwszy przełom DMA nastąpił z wydaną w 1990 roku grą Lemmings. W sklepach znajdowało się 20 milionów kopii tej gry na 21 różnych platform (od znanych, jak NES i Macintosh poprzez FM Towns kończąc na Philips CD-i). W następnych latach DMA zajęło się tworzeniem następnych części Lemmingów (Oh No! More Lemmings, Lemmmings 2: The Tribes, All New World of Lemmings i dwie specjalne sezonowe edycje Holiday Lemmings). Poza tym wydali dwa inne tytuły: Walker (1992; dobrze przyjęty mech shooter) i Hired Guns (1994; innowacyjna pierwszoosobowa gra strategiczna). Inne sequele Lemmingów, np. Lemmings Paintball, Lemmings 3D, pojawiały się na rynku przez długie lata, ale były produkowane już bez udziału DMA.
Unirally (1994), dziwna dwuwymiarowa wyścigówka z widmowymi pojazdami i dużym naciskiem na różne dziwne wyczyny, była debiutancką grą firmy na konsolach (Super Nintendo). Wydana przez Nintendo. Była również pierwszą grą stworzoną bez wsparcia wydawcy Psygnosis oraz zapoczątkowała długą współpracę z japońskim gigantem konsolowym.
Po pewnym czasie DMA zapytało Nintendo, czy może dołączyć się do ich „Dream Teamu”, zespołu producentów gier dla nadchodzącej konsoli Ultra 64 (później nazwanej Nintendo 64). W zespole były już wtedy takie firmy, jak Rare, Paradigm, Midway czy LucasArts. Po otrzymaniu zgody DMA miało wyprodukować grę dostępną jedynie na N64, którą Nintendo wyda na rynek. Rezultatem tego porozumienia była gra Body Harvest, trójwymiarowa gra akcji, w której fabuła zdecydowanie nie była podobna do innych produkcji Nintendo (kosmici napadają na Ziemię w poszukiwaniu pożywienia).
Tymczasem, dzięki BMG Interactive, DMA wydało Grand Theft Auto na PC-ty i PlayStation, która powieliła mechanizm gry Body Harvest (kontrolowanie jakiegokolwiek pojazdu z widokiem z lotu ptaka) stawiając gracza w roli drobnego gangstera, który pracuje na swoje rozeznanie w trzech fikcyjnych miastach USA: Liberty City, Vice City i San Andreas. Mimo swojej niezbyt szczegółowej grafiki i specyficznego humoru, GTA (tak niedługo została rozpoznawana) wciąż budziła kontrowersje swoją brutalnością (gazeta Daily Mail chciała, aby zakazać sprzedaży gry). Cała ta wrzawa przyczyniła się do zdobycia największego od czasów Lemmingów sukcesu DMA, ale i tak najczęściej przytaczanymi argumentami tego sukcesu są ogrom możliwości wyboru drogi bohatera, trzy metropolie do zwiedzania oraz setki misji dodatkowych. Drugi tytuł DMA na N64, Space Station Silicon Valley, był jeszcze innym wykorzystaniem pomysłu z wyborem pojazdu, tym razem jako trójwymiarowa gra platformowa z mechanicznymi zwierzakami – każdy z innymi możliwościami – latająca owca, czy wyposażony w wieżyczkę żółw – zamiast samochodów, czy ciężarówek.

### Koniec lat 90. – zmiany wydawców
W 1997 roku, DMA zostało sprzedane brytyjskiemu wydawcy Gremlin Interactive, a David Jones (założyciel DMA) został dyrektorem w obu firmach. Gremlin wydało dwa tytuły DMA – Body Harvest w Wielkiej Brytanii i PC-tową wersję Wild Metal Country, pozornie prosta walka pomiędzy czołgami ze złożoną klawiszologią i nieprawdopodobnie realistyczną (jak na tamte czasy) fizyką – ale DMA opuściło Gremlin niedługo po nabyciu jej przez Infogrames w 1998 roku. Wtedy Jones opuścił DMA, zakładając nową firmę produkującą gry wideo w Dundee, które zostało wykupione przez Rage Software. Następnym tytułem DMA była gra Tanktics, strategia czasu rzeczywistego na PC, wydana przez Interplay w 1999 roku, jednakże gra nie zdobyła dobrych ocen. We wrześniu 1999 studio zostało przejęte przez Rockstar Games, po czym przemianowano jego nazwę na Rockstar North. Na początku wydano Wild Metal Country na konsole Dreamcast (ze zmienioną, prostszą nazwą Wild Metal) i Grand Theft Auto 2 na PC, PlayStation i Dreamcast.

### Pierwsze lata XXI wieku – kolejne części Grand Theft Auto i Manhunt
Podczas gdy GTA 2 było tylko rozwinięciem pierwszej części z wciąż dostępnym jednym widokiem, Grand Theft Auto III z 2001 roku było ogromnym krokiem naprzód. Seria GTA po raz pierwszy dostępna była w pełnym 3D. Gra w wersji PlayStation 2 szybko stała się najlepiej sprzedającą się grą tak w USA, jak i w Europie. Sony, zdając sobie sprawę z tego, jaka świetna gra jest sprzedawana, płaciło Rockstarowi na utrzymanie jej jako exclusive jedynie dla PS2, dzięki czemu Rockstar całkowicie wykupił DMA, zmieniając jego nazwę w 2002 roku na „Rockstar North”. Jednak jeszcze w tym samym roku ukazała się wersja PC GTA III oraz wersja PS2 Grand Theft Auto: Vice City, która wykorzystywała ten sam silnik co GTA III, dodając niezliczone możliwości oraz angażując znane osobistości (m.in. gwiazdę Hollywood, Raya Liottę). W 2003 roku firma wydała PC wersję Vice City oraz dwupak GTA III i Vice City na konsole Xbox (przekonwertowane przez Rockstar Vienna).
Rockstar North wydało Grand Theft Auto: San Andreas na PS2 w październiku 2004.
W tym samym czasie David Jones kontynuował swoją pracę w studiu Dundee, które zostało ponownie wykupione przez Rage w 2002. Zdecydowano wtedy zmienić nazwę studia na Real Time Worlds. Pierwsza gra tego studia, Mobile Forces, została wydana w 2002 roku na PC, a jej pełna wersja pojawiła się w magazynie CD-Action (nr 03/2004).

### Niezakończone projekty
W historii DMA nie obyło się bez porażek. Jak u każdego producenta gier wideo, tak i tutaj były projekty, których produkcji zaprzestano: Konwersje Wild Metal Country, GTA 1 i wyprodukowanego na komputery osobiste Unreal w wersji na Nintendo 64, Clan Wars Attack!. Dodatkowo wersja PC gry Hired Guns wykorzystująca silnik Unreal engine miała pojawić się w 2000 roku, ale została anulowana z powodu rozwiązania firmy wydawniczej, Psygnosis.

## Wyprodukowane gry
- Menace (1988)
- Ballistix (1989) (tylko dla DOS-a)
- Blood Money (1989)
- Lemmings (1990)
- Oh No! More Lemmings (1991)
- Walker (1992)
- Hired Guns (1993)
- Holiday Lemmings 1993 (1993)
- Lemmings 2: The Tribes (1993)
- All New World of Lemmings (1994) (w USA znana jako The Lemmings Chronicles)
- Holiday Lemmings 1994 (1994)
- Unirally (1994; w USA znana jako Uniracers)
- Grand Theft Auto (1997)
- Body Harvest (1998)
- Space Station Silicon Valley (1998)
- Grand Theft Auto 2 (1999)
- Grand Theft Auto: London 1969 (1999) – dodatek do GTA
- Tanktics (1999)
- Wild Metal Country (1999) (wersja Dreamcast wydana jako Wild Metal)
- Grand Theft Auto III (2001)
- Grand Theft Auto: Vice City (2002)
- Manhunt (2003)
- Grand Theft Auto: San Andreas (2004)
- Grand Theft Auto: Liberty City Stories (2005-2006)
- Grand Theft Auto: Vice City Stories (2006-2007)
- Grand Theft Auto IV (2008)
- Grand Theft Auto: Chinatown Wars (2009)
- Grand Theft Auto IV: The Lost and Damned (2010)
- Grand Theft Auto: The Ballad of Gay Tony (2010)
- Grand Theft Auto V (2013)[2]
- Red Dead Redemption II (2018)